# Украсна биљка
Украсно биље је заједнички назив за декоративне баштенске и собне биљке. Користи се такође израз орнаменталне, пошто се ради о биљкама које се користе у декоративне сврхе, било у баштованству, пејзажној архитектури и пејзажној хортикултури, као собно украсно биље или као резано цвеће. Култивисање и гајење украсног биља врши се у оквиру цвећарства, као грана хортикултуре.
Украсно биље углавном долази из далеких, оријенталних и егзотичних крајева, али постоје и култивари нашег домађег, самониклог биља.

## Белешке
1. ↑  Из латинског ornatus ("украшавати") а преко енглеске речи ornamental, у значењу: "што служи за украс или декорисање". Види и: орнаментика.